# Ullbin
Ullbin (Anthidium) är ett släkte solitära bin i familjen buksamlarbin. 

## Kännetecken
Ullbin har en längd på mellan 7 och 18 millimeter. Kroppen är svart med gula teckningar på bakkroppen och huvudet.

## Levnadssätt
Ullbina bygger bo i hålrum under stenar, i murar eller vägger, eller i ihåliga växtstjälkar. De bygger bona med "ull" från växter som till exempel kungsljus och tussilago. De drar nektar och pollen från många olika blommarter. De parasiteras av pansarbin.

## Arter i Sverige och Finland
I Sverige och Finland finns nedanstående 2 arter.
- storullbi (A. manicatum)
- småullbi (A. punctatum)

Båda arterna är klassificerade som livskraftiga i båda länderna.